# Maleján
Maleján (aragónul Maleixán) település Spanyolországban,  Zaragoza tartományban.  Lakosainak száma 279 fő (2024).

## Népesség
A település népessége az utóbbi években az alábbiak szerint változott:
| Lakosok száma | 301  | 291  | 303  | 330  | 325  | 300  | 254  | 259  | 262  | 279  |
|               | 2001 | 2004 | 2007 | 2009 | 2012 | 2014 | 2017 | 2019 | 2022 | 2024 |